# レシア・ツレンコ
レシア・ツレンコ（Lesia Tsurenko, ウクライナ語: Леся Вікторівна Цуренко, 1989年5月30日 - ）は、ウクライナの女子プロテニス選手。これまでにWTAツアーでシングルス4勝を挙げている。自己最高ランキングはシングルス23位、ダブルス115位。身長174cm、体重67kg。右利き、バックハンド・ストロークは両手打ち。

## 来歴
6歳からテニスを始める。2007年にプロに転向。
4大大会では2011年全豪オープンで予選を勝ち上がり初出場し、1回戦でパティ・シュナイダーを 6–2, 6–3 で破り初勝利を挙げた。2回戦でエカテリーナ・マカロワに 6-7(6), 1-6 で敗れた。2013年全豪オープンでは1回戦で第24シードのアナスタシア・パブリュチェンコワを 7–5, 3–6, 7–5 で破り3回戦まで進出した。
2015年3月のBNPパリバ・オープンでは予選から勝ち上がりベスト8に進出した。7月のイスタンブール・カップでツアー初の決勝に進出した。決勝でウルシュラ・ラドワンスカを 7–5, 6–1 で破りWTAツアー初優勝を果たした。8月のロジャーズ・カップでもベスト8に進出している。
2018年全米オープンでは2回戦で第2シードのキャロライン・ウォズニアッキを 6–4, 6–2 で破る殊勲を挙げ、4大大会自己最高のベスト8に進出している。準々決勝で優勝した大坂なおみに 1-6, 1-6 で敗れた。
ツレンコは2019年2月18日付で自己最高のシングルス23位を記録している。

## WTAツアー決勝進出結果

### シングルス: 5回 (4勝1敗)
| 大会グレード                  |
| ----------------------------- |
| グランドスラム (0–0)          |
| WTAファイナルズ (0–0)         |
| プレミア・マンダトリー (0–0)  |
| プレミア5 (0-0)               |
| WTAエリート・トロフィー (0-0) |
| プレミア (0–1)                |
| インターナショナル (4–0)      |

| 結果   | No. | 決勝日        | 大会           | サーフェス | 対戦相手                     | スコア           |
| ------ | --- | ------------- | -------------- | ---------- | ---------------------------- | ---------------- |
| 優勝   | 1.  | 2015年7月26日 | イスタンブール | ハード     | ウルシュラ・ラドワンスカ     | 7–5, 6–1         |
| 優勝   | 2.  | 2016年9月24日 | 広州           | ハード     | エレナ・ヤンコビッチ         | 6–4, 3–6, 6–4    |
| 優勝   | 3.  | 2017年3月4日  | アカプルコ     | ハード     | クリスティナ・ムラデノビッチ | 6–1, 7–5         |
| 優勝   | 4.  | 2018年3月3日  | アカプルコ     | ハード     | シュテファニー・フェーゲレ   | 5–7, 7–6(2), 6–2 |
| 準優勝 | 1.  | 2019年1月6日  | ブリスベン     | ハード     | カロリナ・プリスコバ         | 6–4, 5–7, 2–6    |

## 4大大会シングルス成績
略語の説明
| W | F | SF | QF | #R | RR | Q# | LQ | A | Z# | PO | G | S | B | NMS | P | NH |

W=優勝, F=準優勝, SF=ベスト4, QF=ベスト8, #R=#回戦敗退, RR=ラウンドロビン敗退, Q#=予選#回戦敗退, LQ=予選敗退, A=大会不参加, Z#=デビスカップ/BJKカップ地域ゾーン, PO=デビスカップ/BJKカッププレーオフ, G=オリンピック金メダル, S=オリンピック銀メダル, B=オリンピック銅メダル, NMS=マスターズシリーズから降格, P=開催延期, NH=開催なし.
| 大会           | 2010 | 2011 | 2012 | 2013 | 2014 | 2015 | 2016 | 2017 | 2018 | 2019 | 2020 | 通算成績 |
| -------------- | ---- | ---- | ---- | ---- | ---- | ---- | ---- | ---- | ---- | ---- | ---- | -------- |
| 全豪オープン   | A    | 2R   | 2R   | 3R   | 1R   | 1R   | 1R   | 1R   | 2R   | 2R   | 1R   | 6–10     |
| 全仏オープン   | LQ   | LQ   | 1R   | 1R   | LQ   | 1R   | 1R   | 3R   | 4R   | 3R   |      | 7–7      |
| ウィンブルドン | LQ   | 1R   | 1R   | 2R   | 2R   | 2R   | 1R   | 3R   | 2R   | 1R   |      | 6–9      |
| 全米オープン   | LQ   | LQ   | 1R   | 1R   | 1R   | 2R   | 4R   | 1R   | QF   | A    |      | 8–7      |